# Kat Sadler
Kat Sadler (Sutton, Reino Unido, 1994) es una guionista, cómica y actriz británica.

## Trayectoria
Nacida en la localidad de Sutton, Sadler se inició en la comedia mientras estudiaba cine y literatura en la Universidad de Warwick. Escribió sketches para el grupo de comedia de la universidad y se subió al escenario para hacer monólogos.
Sadler fue guionista en la serie The Mash Report y, en 2019, la BBC le otorgó una beca para desarrollar su carrera en el mundo de la comedia. Entre los títulos que la incluyen como escritora se encuentran Got Your Back de Joe Lycett para Channel 4, The Jonathan Ross Show para ITV, Newsjack para BBC Radio 4 Extra, New World Order de Frankie Boyle para BBC Two, The Now Show y The News Quiz para BBC Radio 4 e Hypothetical y Mel Giedroyc: Imperdonable para el canal de televisión Dave.
A principios de 2020, su salud mental se deterioró. Utilizó su vivencia para crear la comedia de BBC Three y Hulu Such Brave Girls (2023), que escribió y protagonizó junto a su hermana en la vida real, Lizzie Davidson.

## Reconocimientos
En marzo de 2024, fue nominada a Mejor Actuación de Comedia Femenina en los Royal Television Society Programme Awards. La serie también estuvo nominada a Mejor Guion de Comedia. La serie fue nominada a Mejor Comedia en los Broadcasting Press Guild Awards 2024 y ella misma también fue nominada a Mejor Guionista y, además, preseleccionada para el Premio BPG Breakthrough Talent.
En marzo de 2024, Sadler fue nominada como Mejor Talento Emergente en Ficción en los BAFTA Television Craft Awards por su serie Such Brave Girls, que también recibió nominaciones en las categoría de mejor comedia y mejor guion de comedia.

## Vida personal
Sadler es su nombre artístico y Davidson su apellido real. Su hermana es Lizzie Davidson, con la que coprotagoniza la serie Such Brave Girls.